# 1967 en sociologie
| Années de la sociologie : 1964 - 1965 - 1966 - 1967 - 1968 - 1969 - 1970    |
| Décennies de la sociologie : 1930 - 1940 - 1950 - 1960 - 1970 - 1980 - 1990 |

Cet article présente les événements de l'année 1967 dans le domaine de la sociologie.

## Publications

### Livres
- Raymond Aron, Les Étapes de la pensée sociologique.

## Naissances
- Erwan Dianteill